# Odontonema mazarunensis
Odontonema mazarunensis är en akantusväxtart som beskrevs av D.C. Wasshausen. Odontonema mazarunensis ingår i släktet Odontonema och familjen akantusväxter. Inga underarter finns listade i Catalogue of Life.